# Platja de sa Tamardia
La platja de sa Tamardia és una petita platja en una zona urbanitzada del municipi de Palamós (Baix Empordà), situada entre el Cap Gros i la platja de la Fosca. Està orientada al nord-est, té una longitud de 95 metres i una amplada mitjana de 10 metres, formada per sorra mitjana i gruixuda.
El 2013 el Servei de Costes de l'Estat va eliminar els antics embarcadors a la sorra, recuperant espai per als banyistes, i va arranjar l'accés a la platja.
Sobre la platja hi ha diverses cases incloses a l'Inventari del Patrimoni Arquitectònic de Catalunya, com són la casa Matamala i les cases al passeig de la Fosca, i més amunt el Grup d'apartaments.